# Заборье (Ракульское сельское поселение)
Заборье — деревня в Холмогорском районе Архангельской области.

## География
Находится в центральной части Архангельской области на расстоянии приблизительно 55 км на юг по прямой от административного центра района села Холмогоры на правобережье реки Северная Двина.

## История
В 1859 году здесь (тогда деревня Холмогорского уезда Архангельской губернии) было учтено 7 дворов. До 2022 года входила в Ракульское сельское поселение до его упразднения.

## Население
Численность населения: 46 человек (1859 год), 3 (русские 100 %) в 2002 году, 0 в 2010.